# Казалетто-Лодиджано
Казалетто-Лодиджано (итал. Casaletto Lodigiano) — коммуна в Италии, располагается в регионе Ломбардия, подчиняется административному центру Лоди.
Население составляет 1958 человек, плотность населения составляет 218 чел./км². Занимает площадь 9 км². Почтовый индекс — 20090. Телефонный код — 0371.

## Галерея

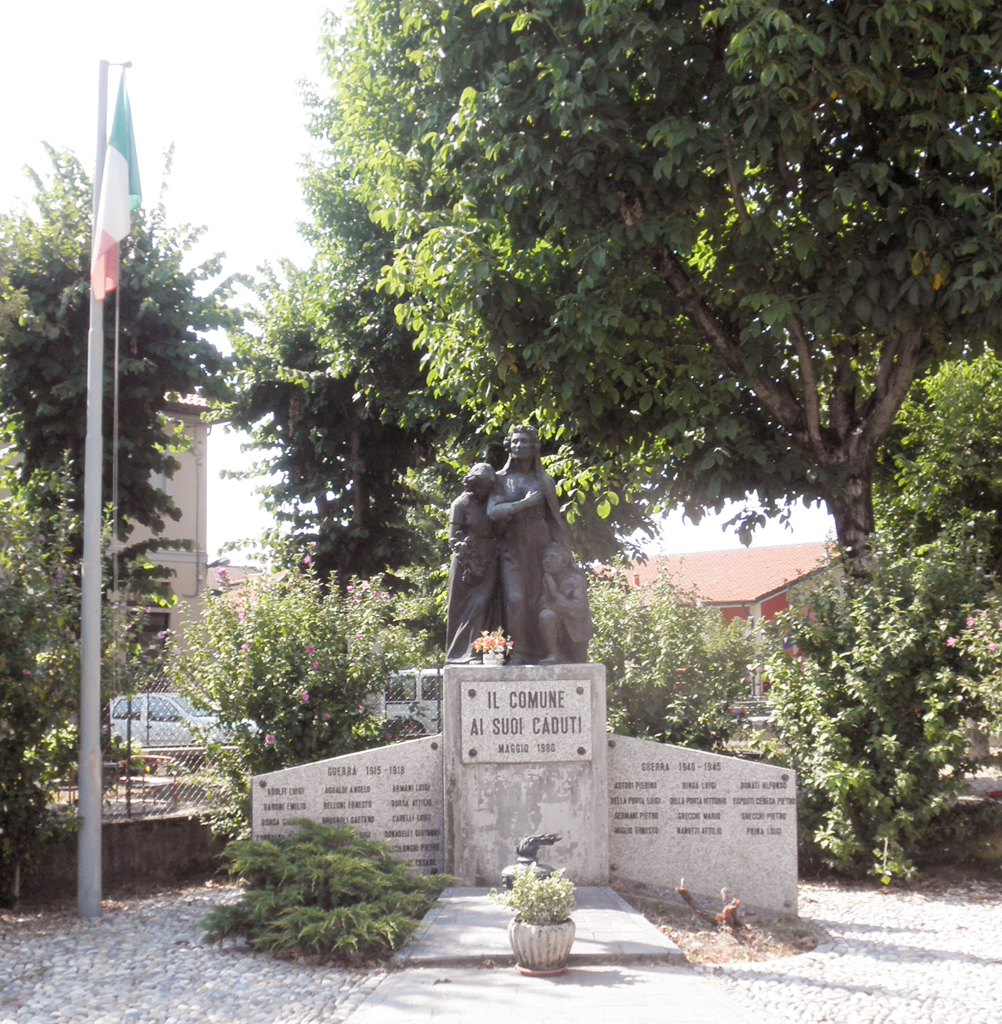
Памятник павшим
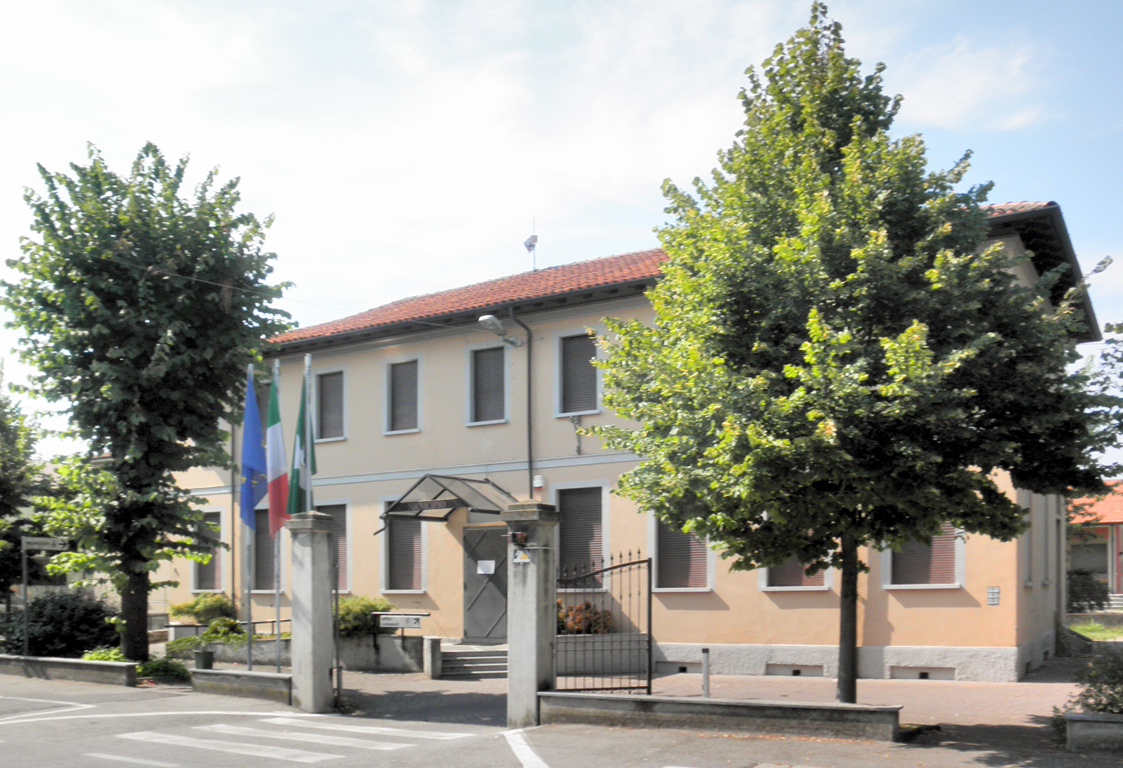
Муниципалитет
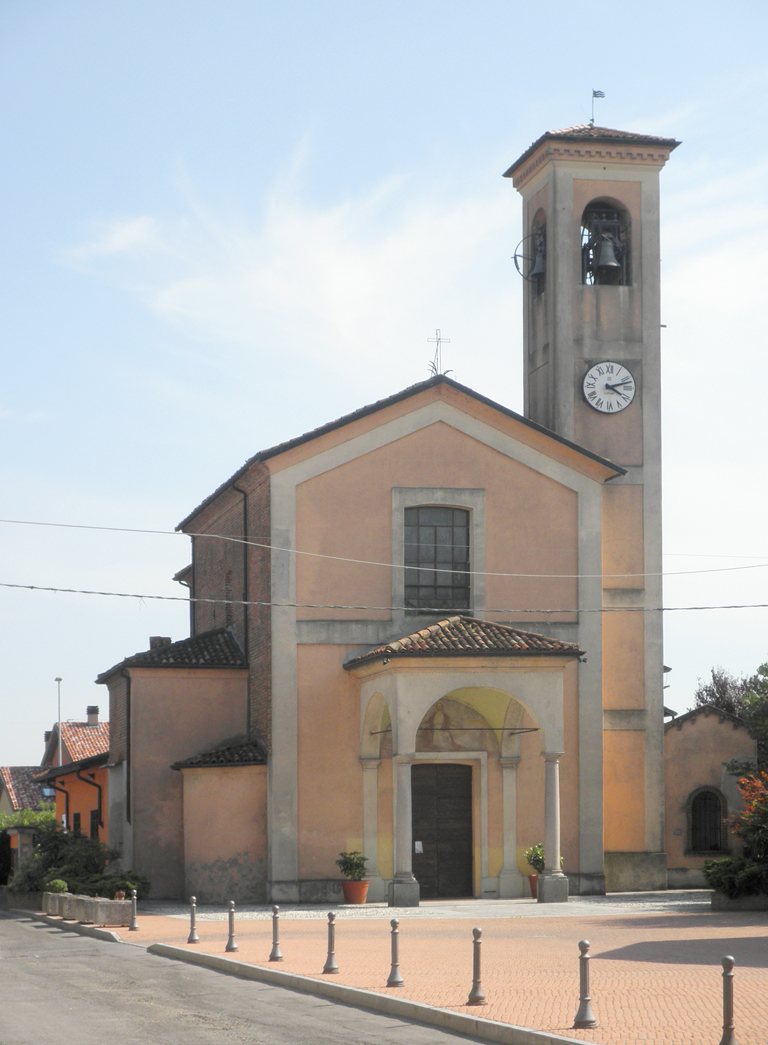
Храм святого великомученика Георгия, Казалетто